# ペン・ソバン
ペン・ソバン（クメール語: ប៉ែន សុវណ្ណ / Pen Sovan, 1936年4月15日 - 2016年10月29日）は、カンボジアの軍人、政治家。親ベトナム派のカンボジア人民共和国初代首相、カンプチア人民革命党書記長を務めた。 

## 経歴
ペン・ソバンは1936年、タケオ州 Tram Kakk 県 Chan Teap 村の小規模自給農の家庭に生まれ。始めクメール・イサラクに参加し、対仏戦争を戦ったが、1954年のジュネーヴ協定締結後、北ベトナムに亡命。北ベトナム軍において少佐まで昇進した。
その後、カンボジア国内の党組織では、ポル・ポト、ソン・サンらの若手のパリ留学組が台頭し、古参の親ベトナム派は排除される。1975年にはクメール・ルージュによる「民主カンプチア」が成立したが、それまでにベトナムからの帰国者は、ほぼ粛清された。
1978年8月、ヘン・サムリン、チア・シムらのクメール・ルージュからの離反者と初めて接触。12月2日、ペン・ソバンを中心とする「外部」派（1954年から70年までベトナムに亡命していたグループ）と、ヘン・サムリンを中心とする「内部」派（かつての民主カンプチアの官吏たちによって構成されたグループ）が合同し、反ポル・ポト組織「カンプチア救国民族統一戦線」を結成した。1979年1月5日から7日まで、かつてのインドシナ共産党の流れを汲むカンプチア人民革命党の「再建大会」（第3回党大会）が開催され、第一書記および常任委員会委員に選出。7日、首都プノンペンが陥落し、翌8日には政府組織「人民革命評議会」の設立が発表され、国防担当副議長に就任した。1980年5月、カンプチア人民革命軍 (KPRAF) 総司令官に就任。
1981年5月の第4回党大会において党政治局員および中央委員会書記長に選出され、党内序列第1位となる。同年6月、第1回国会において新憲法が採択され、閣僚評議会議長（首相）に就任した。
しかし、ベトナムのレ・ドク・トと対立し、同年12月4日の第4期党中央委員会第2回総会において書記長を解任され、ヘン・サムリンにその地位を譲った。また、12月7日には首相職も解任され、チャン・シ副首相が首相代行となった。当時は「病気のため」と発表されたが、実際はハノイよりもモスクワに接近したために失脚したとされる。その後、ベトナムに連れ去られ、ハノイで投獄された。
1992年、カンボジアへの帰国が許された。
その後、野党・人権党副党首に就任し、サム・ランシー党との合流によりカンボジア救国党に所属。2013年7月の第5期国民議会選挙に立候補して当選し、政界に復帰した。